# Johann Eduard Erdmann
Johann Eduard Erdmann (Valmiera, Livonia, 13 de junio de 1805 - Halle, 12 de junio de 1892) fue pastor protestante y profesor universitario alemán. Historiador de la religión y de la filosofía, su influencia ha sido considerable entre los miembros de la escuela hegeliana.

## Biografía
Erdmann nació en Wolmar (Livonia), actual ciudad de Letonia, donde su padre era pastor. Estudió teología en la Universidad de Tartu (hoy en Estonia) y continuó sus estudios en la Universidad Humboldt de Berlín, donde siguió los seminarios de Hegel. Entre 1829 y 1832, fue pastor en su ciudad natal, puesto al que renuncia para dedicarse a la educación y la filosofía. Obtuvo su doctorado en la Universidad de Kiel, con una tesis titulada Quidnam sit discrimen philosophiam inter et theologiam (¿Qué es lo que distingue a la filosofía de la teología?), en 1830, en la que sostenía que la filosofía y la religión convergen en una verdad común, incluso si su enfoque es diferente. En 1834, comenzó la redacción de su tesis de habilitación universitaria en Berlín. Constituye el primer volumen de su tratado Versuch einer wissenschaftlichen Darstellung der Geschichte der neuern Philosophie (Intento de presentación científica de la historia de la filosofía moderna). Fue nombrado profesor extraordinario en la Universidad Martín Lutero de Halle-Wittenberg en 1836, de la que fue profesor a tiempo completo desde 1839. Murió en 1892, un día antes de cumplir 87 años.
Fue autor de numerosos libros y tratados filosóficos y de una serie de sermones. Su libro más conocido es titulado Grundriss der Geschichte der Philosophie (Esbozo de la historia de la Filosofía), publicada en dos volúmenes en 1866. Se trata de exponer la historia del pensamiento humano como un intento en constante desarrollo para resolver los graves problemas a los que el hombre ha tenido que hacer frente en todo momento. Otros de sus trabajos son Leib und Seele (Alma y cuerpo, 1837), Grundriss der Psychologie (Suma psicológica, 1840), Grundriss der Logik und Metaphysik (Suma de la lógica y de la metafísica, 1841), y Psychologische Briefe (Cartas psicológicas, 1851).
Influenciado por el pensamiento de Schleiermacher y Hegel, su influencia ha sido notable entre los miembros de la escuela hegeliana.

## Publicaciones (selección)
- Versuch einer wissenschaftlichen Darstellung der Geschichte der neuern Philosophie, Leipzig, 1834-1853.
- Leib und Seele nach ihrem Plazo und ihrem Verhältniß zu einander.
- Grundriss der Psychologie, Leipzig, 1840
- Grundriss der Logik und Metaphysik, Halle, 1841
- Psychologische Briefe, Leipzig, 1851
- Grundriss der Geschichte der Philosophie, 2 vol., Berlín, 1866
- Die deutsche Philosophie seit Hegels Tod, Berlín, 1896